# Alidu Seidu
Alidu Seidu (ur. 4 czerwca 2000 w Akrze) – ghański piłkarz grający na pozycji środkowego obrońcy. Od 2023 jest zawodnikiem klubu Stade Rennais.

## Kariera klubowa
Swoją karierę piłkarską Seidu rozpoczął w klubie Clermont Foot 63. W 2020 roku awansował do kadry pierwszej drużyny. Swój debiut w niej w Ligue 2 zaliczył 28 września 2020 w przegranym 0:1 wyjazdowym meczu z Troyes AC. W debiutanckim sezonie wywalczył z Clermont Foot awans do Ligue 1. Grał w nim do końca 2023 roku.
W styczniu 2024 Seidu przeszedł za 11 milionów euro do Stade Rennais. Zadebiutował w nim 3 lutego 2024 w wygranym 2:1 domowym meczu z Montpellier HSC.
| Sezon   | Klub             | Kraj    | Rozgrywki | Mecze | Bramki |
| ------- | ---------------- | ------- | --------- | ----- | ------ |
| 2020/21 | Clermont Foot 63 | Francja | Ligue 2   | 22    | 0      |
| 2021/22 | Clermont Foot 63 | Francja | Ligue 1   | 21    | 0      |
| 2022/23 | Clermont Foot 63 | Francja | Ligue 1   | 28    | 0      |
| 2023/24 | Clermont Foot 63 | Francja | Ligue 1   | 14    | 0      |

## Kariera reprezentacyjna
W reprezentacji Ghany Seidu zadebiutował 10 czerwca 2022 w przerganym 1:4 towarzyskim meczu z Japonią, rozegranym w Kobe. W 2024 roku powołano go do kadry na Puchar Narodów Afryki 2023. Rozegrał w nim jeden mecz grupowy, z Mozambikiem (2:2).